# Halcyon malimbica
Il martin pescatore pettoazzurro (Halcyon malimbica Shaw, 1811) è un uccello appartenente alla famiglia Alcedinidae diffuso nel continente africano.

## Descrizione

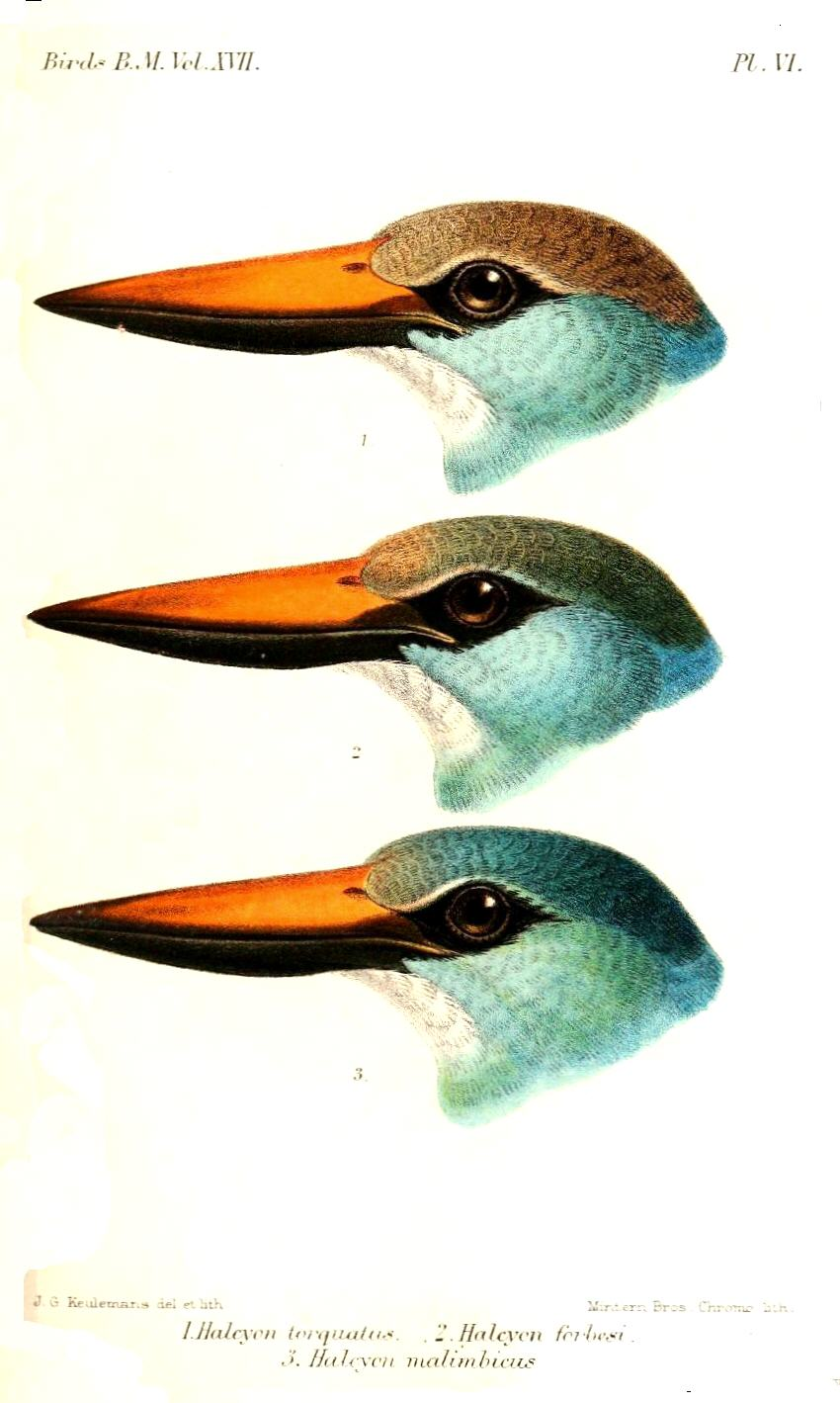
Illustrazione raffigurante tre sottospecie. Dall'alto: H. m. torquata, H. m. forbesi, H. m. malimbica.

Il martin pescatore pettoazzurro misura circa 28 cm di lunghezza. Il piumaggio presenta una colorazione piuttosto vistosa; il petto, il collo e parte della testa sono di colore azzurro brillante, come anche la macchia alare e la coda. Ventre, sottocoda, fianchi e gola sono bianchi, mentre la sommità del capo tende al grigiastro. Le ali sono nere ed è presente una striatura nera anche sugli occhi. Il becco è più corto e massiccio rispetto a quello dei martin pescatori che si alimentano tuffandosi e la mandibola, anch'essa nera, è leggermente ricurva verso l'alto. Due delle dita sono parzialmente fuse. Sono presenti quattro sottospecie: H. m. malimbica, H. m. torquata, H. m. dryase H. m. forbesi.

## Biologia
Si nutre prevalentemente di insetti che cattura lanciandosi da un posatoio. Occasionalmente si tuffa in acqua per pescare. Nidifica in cavità non foderate scavate a fianco di termitai. 

## Distribuzione e habitat
La specie è stanziale e vive nelle foreste e nelle macchie di buona parte dell'Africa occidentale e centrale.